# Csontháború

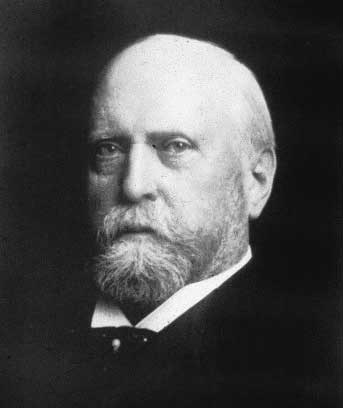
Marsh

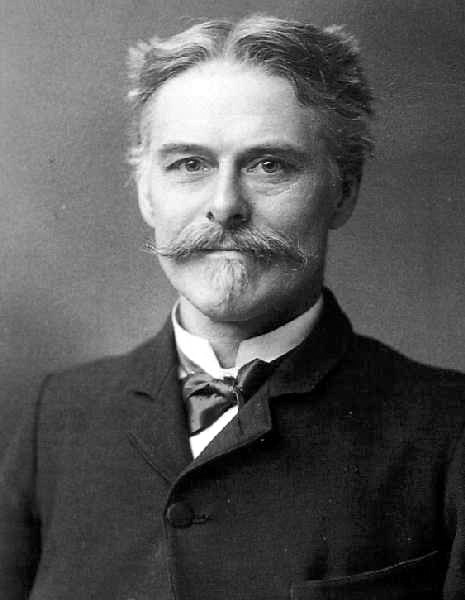
Cope

A csontháború egy hírhedt időszak az őslénykutatás történetében, mely során a kor két kiemelkedő őslénykutatója, Edward Drinker Cope és Othniel Charles Marsh azon versengett, hogy melyikük találja meg a legtöbb és legszenzációsabb új dinoszaurusz- (illetve ősállat-) leletet. A rivalizálást lealacsonyították a megvesztegetésekkel, a politizálással, az amerikai indiánok területeinek háborgatásával és a rosszindulatú személyes támadásokkal.

## Története
„Ezek a különös lények bőrszárnyaikkal csapkodtak a hullámok felett és gyakran belemerültek a vízbe, hogy kiragadják onnan a gyanútlan halakat; vagy biztonságos magasságba emelkedve nézték, hogyan játszanak vagy harcolnak a tengerek még hatalmasabb gyíkjai. Elképzelhetjük hogyan gyűltek össze éjszakára a tengerparton, szárnyas végtagjaikon levő karmos ujjaikkal a sziklákon függeszkedve.”
–Cope, leírása a Pterodactylusról

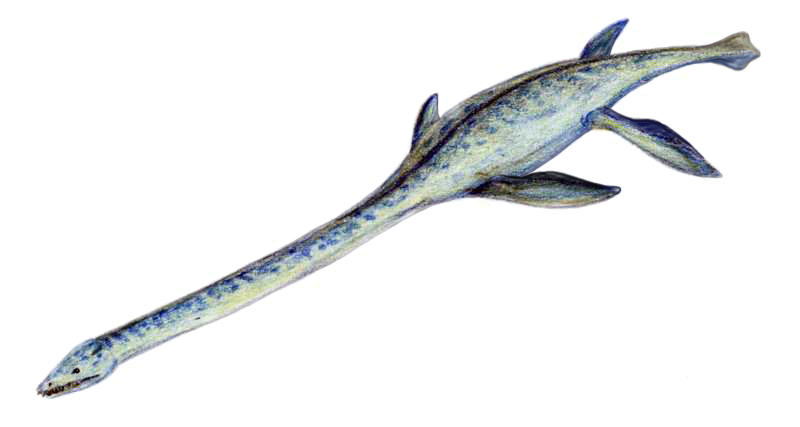
Elasmosaurus platyurus rajza

A csontháborút a Hadrosaurus foulkii holotípusának felfedezése indította el, amelyre William Parker Foulke talált rá 1858-ban a New Jersey-i kisváros, Haddonfield márgabányájában. Ez volt az első majdnem teljes dinoszaurusz-csontváz, melyet valaha találtak, és nagy érdeklődést váltott ki az őslénytan iránt. A csontvázat a philadelphiai Természettudományi Akadémiára szállították, ahol Joseph Leidy (a korszak egyik vezető őslénykutatója) elnevezte és leírást készített róla.
Cope, aki Leidynek dolgozott, hamarosan bekapcsolódott a délnyugat-New Jersey-i márgabányák feltárásába. Ketten számos új felfedezést tettek, többek között találtak egy második, majdnem teljes dinoszaururusz-csontvázat, amely a Dryptosaurus aquilunguis nevű ragadozóhoz tartozott. Megkérték a trágyaként hasznosított márga kitermelését végző társaságokat, hogy értesítsék őket abban az esetben, ha fosszilizálódott csontok kerülnének felszínre. Cope Haddonfieldben, a felfedezések helyének közelében telepedett le, és hamarosan versenybe szállt mentorával a hírnévért.

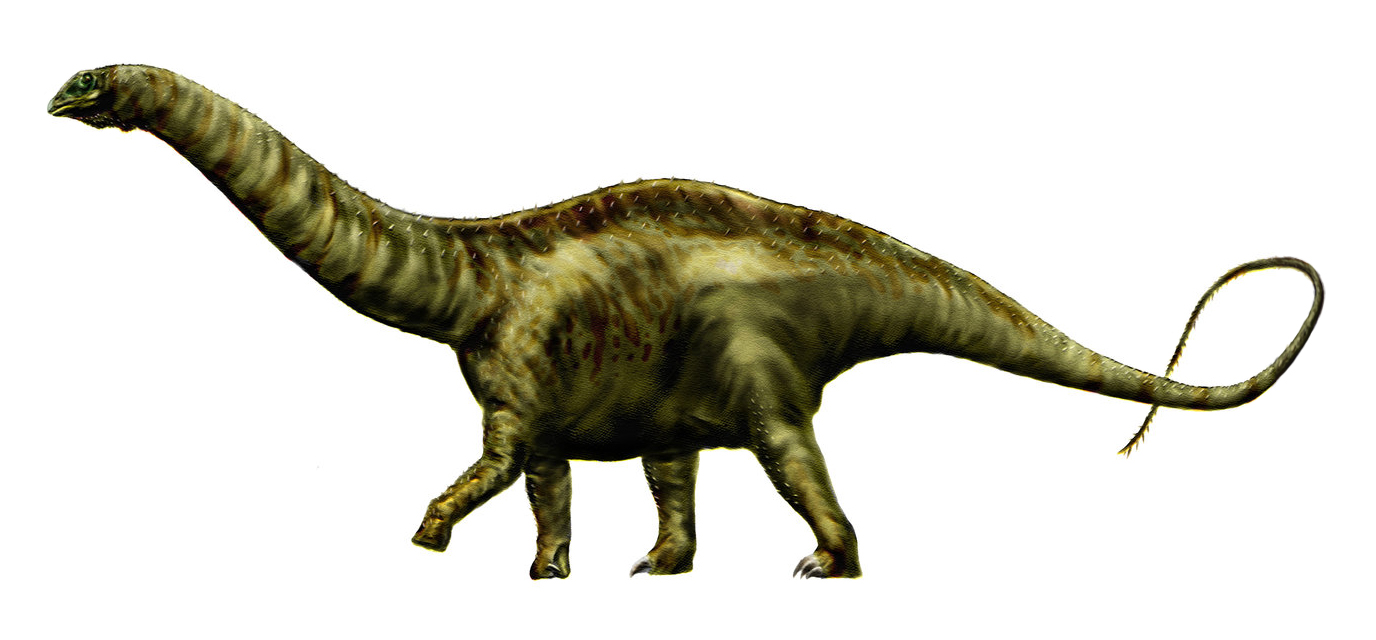
Apatosaurus rajza

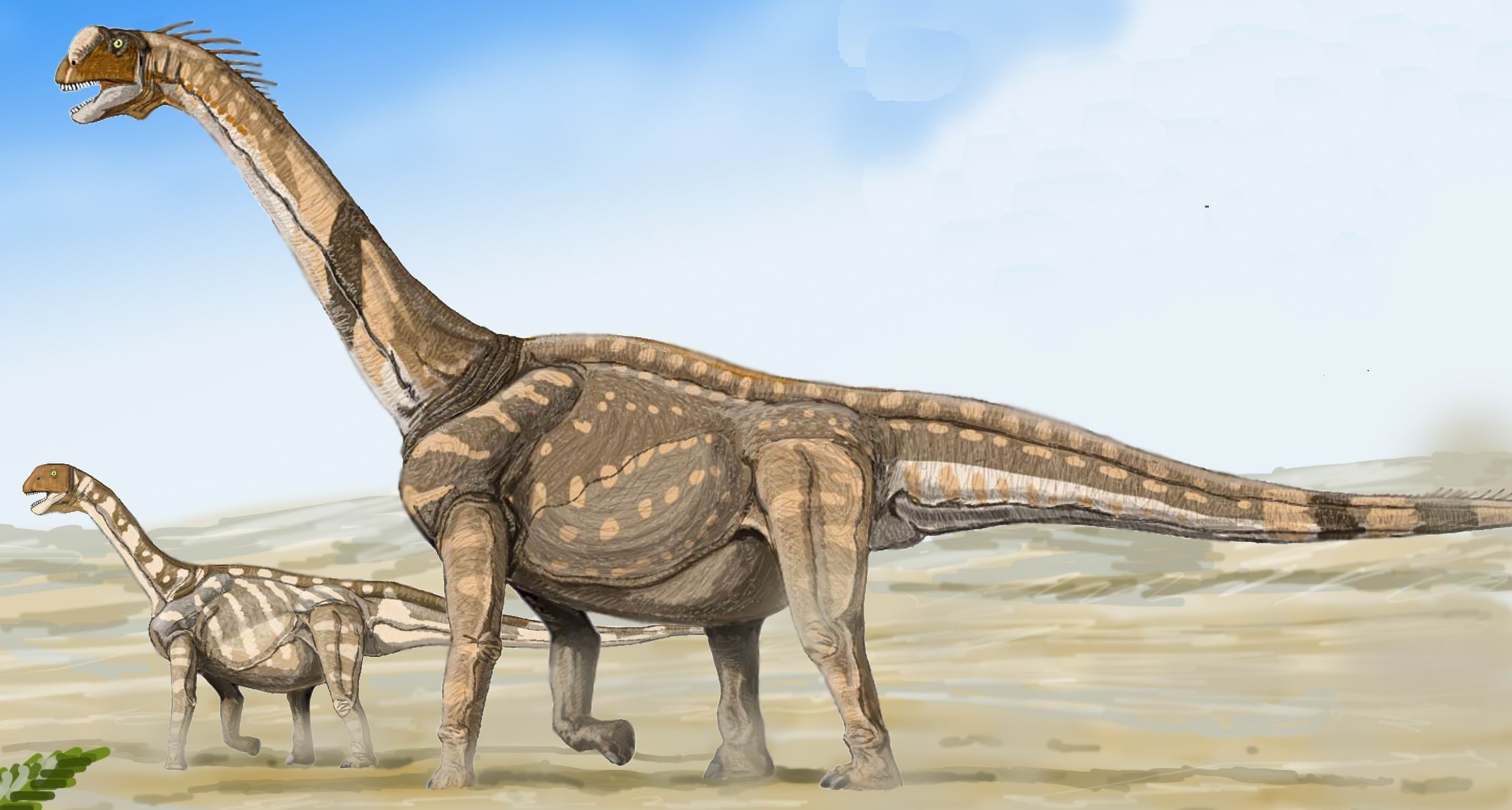
Camarasaurus rajzai

Ez idő tájt Marsh a Yale Egyetem (melyet akkoriban még Yale College-nak neveztek) professzora volt, a Connecticut állambeli New Havenben, és megkövesedett dinoszaurusz csapák tanulmányozásával foglalkozott, a Connecticut-völgyben. Első számú amerikai őslénytan-professzorként rendkívül érdekelték a New Jersey-i felfedezések. Meglátogatta Cope-ot, akit a Berlini Egyetemről ismert, hogy közösen keressék fel a lelőhelyeket. Több új hiányos csontvázat sikerült együtt feltárniuk, de a rivalizálás hamarosan megkezdődött, miután Cope megtudta, hogy Marsh titokban visszatért, és lefizette a kitermelő társaságok vezetőit, hogy az újabb felfedezéseket neki jelentsék.
1870-ben a figyelem a Kansas, Nebraska és Colorado államok területén elhelyezkedő Morrison-formáció felé terelődött, mely a kréta korban tengerparti terület volt. Mivel mindketten tehetősek voltak – Cope egy gazdag kvéker család sarja, Marsh pedig a Yale Egyetem múzeumát létrehozó George Peabody unokaöccse –, saját vagyonukat felhasználva minden nyáron expedíciókat indítottak a területre, telente pedig publikálták felfedezéseiket. A fosszíliavadászok kis csapatai öszvérrel vontatott szekerekkel tonnányi fosszíliát szállítottak vissza keletre.
Felfedezéseiket azonban kémkedéssel, lopással és megvesztegetéssel kapcsolatos vádaskodás kísérte. Többek között Cope rendszeresen fosszílialopással gyanúsította Marshot, akitől dühében egy egész vonatszállítmányra való fosszíliát ellopott, majd zsákmányát Philadelphiába szállíttatta. Marsh válaszul koponyákat lopott az indián temetők emelvényeiről, és kényszerrel sikerült aláíratnia egy szerződést, amely engedélyezte számára az indián területen való áthaladást. Lelőhelyeit annyira féltette, hogy dinamittal próbálta megvédeni Cope-tól.
Emellett kölcsönösen igyekeztek lerombolni egymás szakmai hitelességét. Mikor Cope véletlenül egy Elasmosaurus csontváz farka végére illesztette az állat fejét, igyekezett mindent megtenni, hogy hibáját eltitkolja. Felvásárolta a publikálásra szánt folyóirat valamennyi számát; Marsh viszont tudomást szerzett a dologról és híresztelni kezdte. Marsh sem volt tévedhetetlen. Az (ekkoriban még Brontosaurusnak nevezett) Apatosaurus csontvázára egy Camarasaurus fejet illesztett, a tévedést azonban csak több mint száz évvel később fedezték fel. 1981-ben a Peabody Museum végül elismerte és kijavította a hibát.

## Örökség

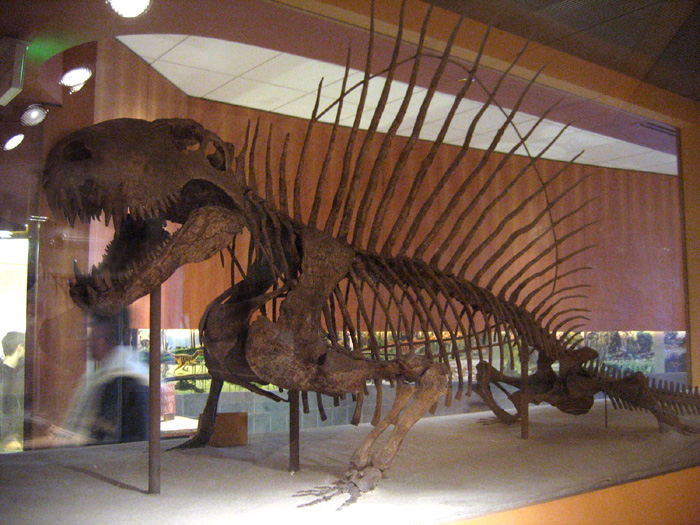
Dimetrodon grandis csontváza, National Museum of Natural History.

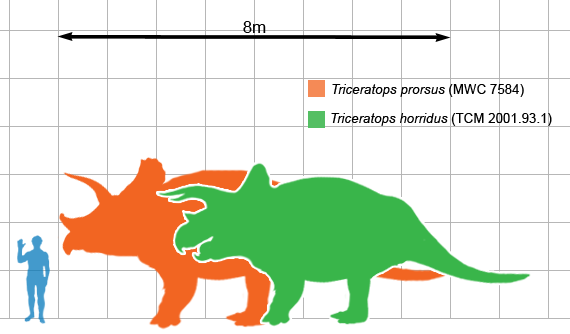
A Triceratops mérete, összehasonlítva egy emberével

Több szempont szerint is Marsh volt a csontháború győztese. Mindketten hihetetlenül értékes tudományos felfedezéseket tettek, de Marsh összesen 86 új fajt fedezett fel, többek közt ő fedezte fel az egyik leggazdagabb lelőhelyként ismert Como Bluffot, a Wyoming állambeli Medicine Bow közelében, míg Cope mindössze 56 fajt talált. Cope számos esetben már ismert vagy teljesen tisztázatlan eredetű fajok fosszíliáira bukkant rá. Marsh fedezte fel a legközismertebbé vált fajokat, például a Triceratopst, az Allosaurust, a Diplodocust, és a Stegosaurust, Cope legnagyobb leletei, a Dimetrodon, a Camarasaurus, a Coelophysis és a Monoclonius kevésbé lettek ismertek. Halmozódó felfedezéseik átformálták az őslénykutatást; a csontháború kezdetén mindössze kilenc észak-amerikai dinoszauruszfajról tudtak; emellett értékes elméletekkel is gazdagították a tudományt, melyekre napjainkban is gyakran hivatkoznak – Marsh vetette fel elsőként, hogy a madarak a dinoszauruszokból fejlődtek ki; „Cope törvénye” pedig megállapította, hogy egyes fajok idővel egyre nagyobb méretűvé váltak. A csontháború végére körülbelül 150 faj vált ismertté.
Cope sokak szerint az egyik legragyogóbb tudós volt, de emellett az egyik legpimaszabb és legkönyörtelenebb is. Termékeny szerző volt, több mint 1200 tudományos írást jelentetett meg, amely máig rekordnak számít. Marsh megfontoltabb és módszeresebb volt, de jobban is politizált – könnyebben beférkőzött a magasabb körökbe, például az elnökhöz, Ulysses S. Granthez vagy a Rothschildok közé. Emellett baráti viszonyban volt Buffalo Billel és a lakota indiánok főnökével, Vörös Felhővel is.

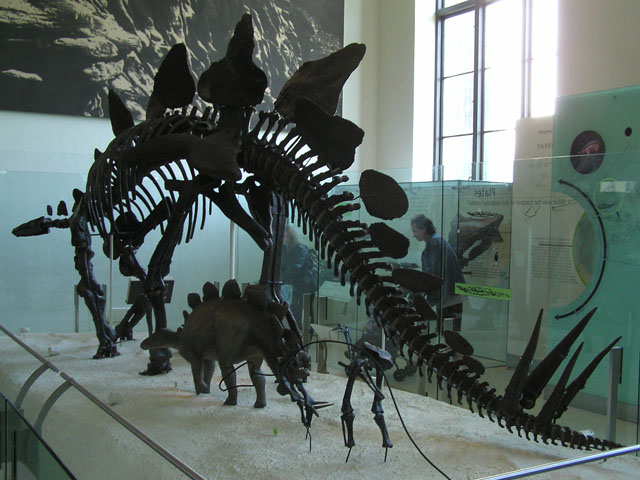
Stegosaurus csontvázmodellek National Museum of Natural History.

Versengésük Cope halálával végződött 1897-ben, miután már mindkettejük pénze elfogyott. Marshnak sikerült elvágnia Cope szövetségi pénzforrásait (beleértve az Egyesült Államok Geológiai Szolgálatától érkező támogatást is), így Cope kénytelen volt eladni gyűjteménye egy részét. Marsh házára jelzálog került, és a Yale-től kért fizetést, hogy fenn tudja tartani magát.
Felfedezéseik segítettek megszilárdítani a kialakulóban levő tudományág gyökereit, a verseny azonban számos káros következménnyel járt: gyűlölködésük és közszereplésük hatása évtizedeken át rossz fényt vetett az amerikai őslénykutatásra és annak európai megítélésére. A dinamit használata és az alkalmazottaik által elkövetett szabotázsakciók pedig rendkívül értékes fosszíliák százait pusztíthatták el. Nyilvánvalóan sosem fog kiderülni, hogy a rivalizálásuk mennyivel nehezítette meg az általuk vizsgált régiókban egykor élt lények jobb megismeréshez vezető utat.